# Àcid haloacètic
Els àcids haloacètics són àcids carboxílics en què un àtom d'halogen ocupa el lloc d'un àtom d'hidrogen en l'àcid acètic. Així, en un àcid monohaloacètic, un sol halogen substituiria un àtom d'hidrogen. Per exemple, l'àcid cloroacètic tindria la fórmula estructural {\displaystyle {\ce {CH2ClCO2H}}}. De la mateixa manera, en l'àcid dicloroacètic dos àtoms de clor ocuparien el lloc de dos àtoms d'hidrogen {\displaystyle {\ce {CHCl2CO2H}}}. L'efecte inductiu causat pels halògens electronegatius sovint resulta en una acidesa més alta d'aquests compostos estabilitzant la càrrega negativa de la base conjugada.

## Contaminants a l'aigua potable

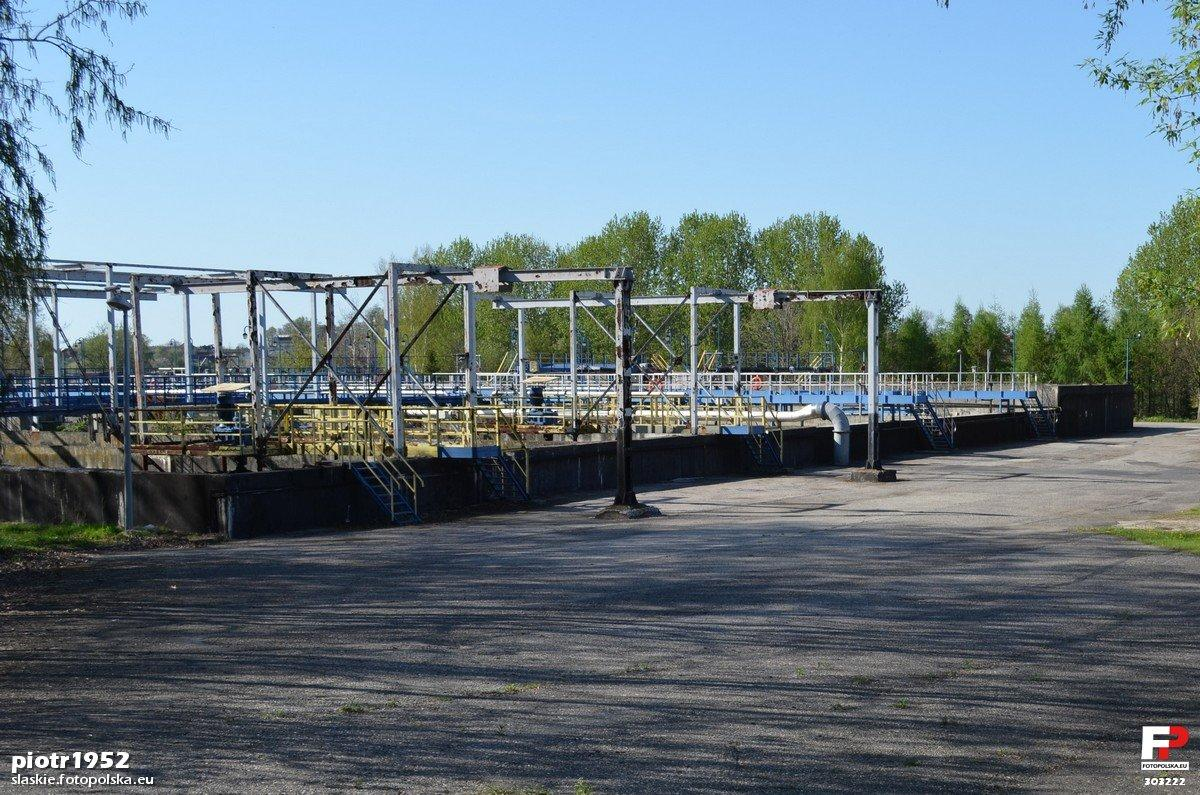
Planta potabilitzadora d'aigua a Polònia.

Els àcids haloacètics (HAA) són un subproducte indesitjable comú de la cloració de l'aigua potable. L'exposició a aquests subproductes de desinfecció a l'aigua potable, a nivells elevats durant molts anys, s'ha associat amb una sèrie de resultats per a la salut segons estudis epidemiològics.
A l'aigua, els HAA són estables, i els cinc més comuns, denominats HAA5, són:
- àcid cloroacètic (MCA) {\displaystyle {\ce {ClCH2COOH}}}
- àcid dicloroacètic (DCA) {\displaystyle {\ce {Cl2CHCOOH}}}
- àcid tricloroacètic (TCA) {\displaystyle {\ce {Cl3CCOOH}}}

- àcid bromoacètic (MBA) {\displaystyle {\ce {BrCH2COOH}}}
- àcid dibromoacètic (DBA) {\displaystyle {\ce {Br2CHCOOH}}}

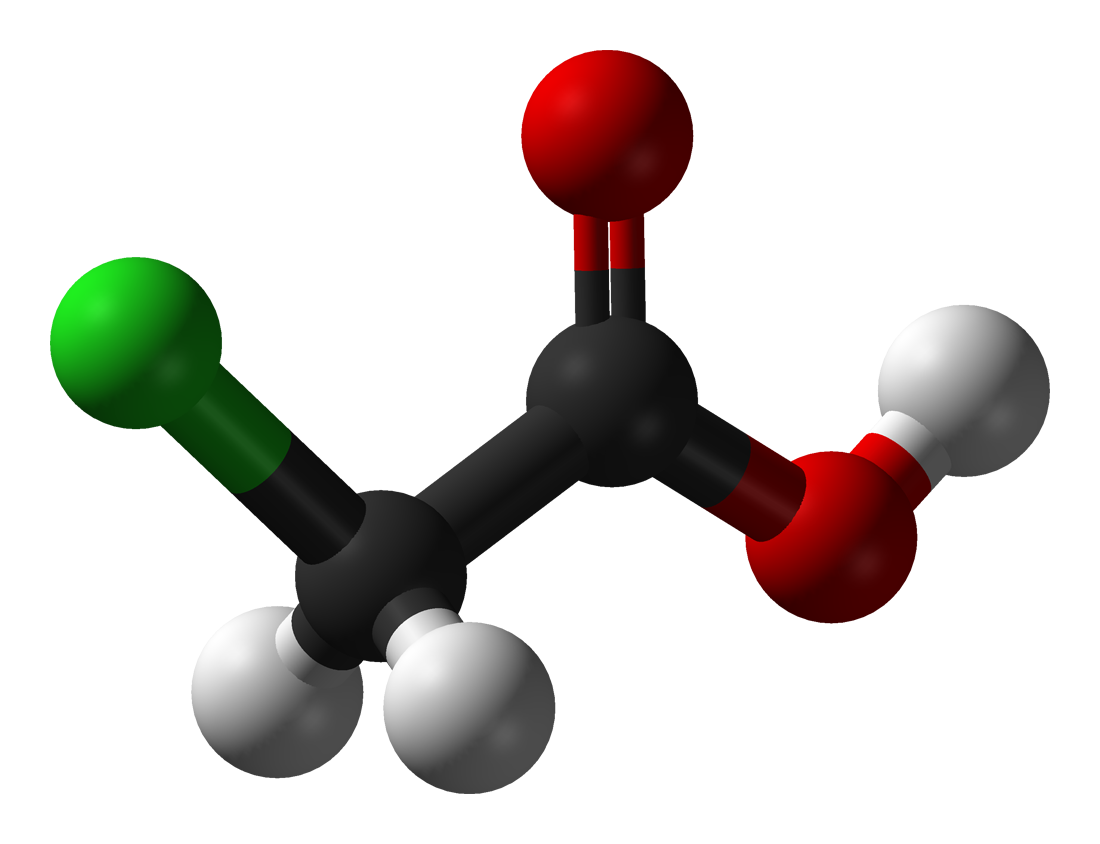
Àcid monocloroacètic.
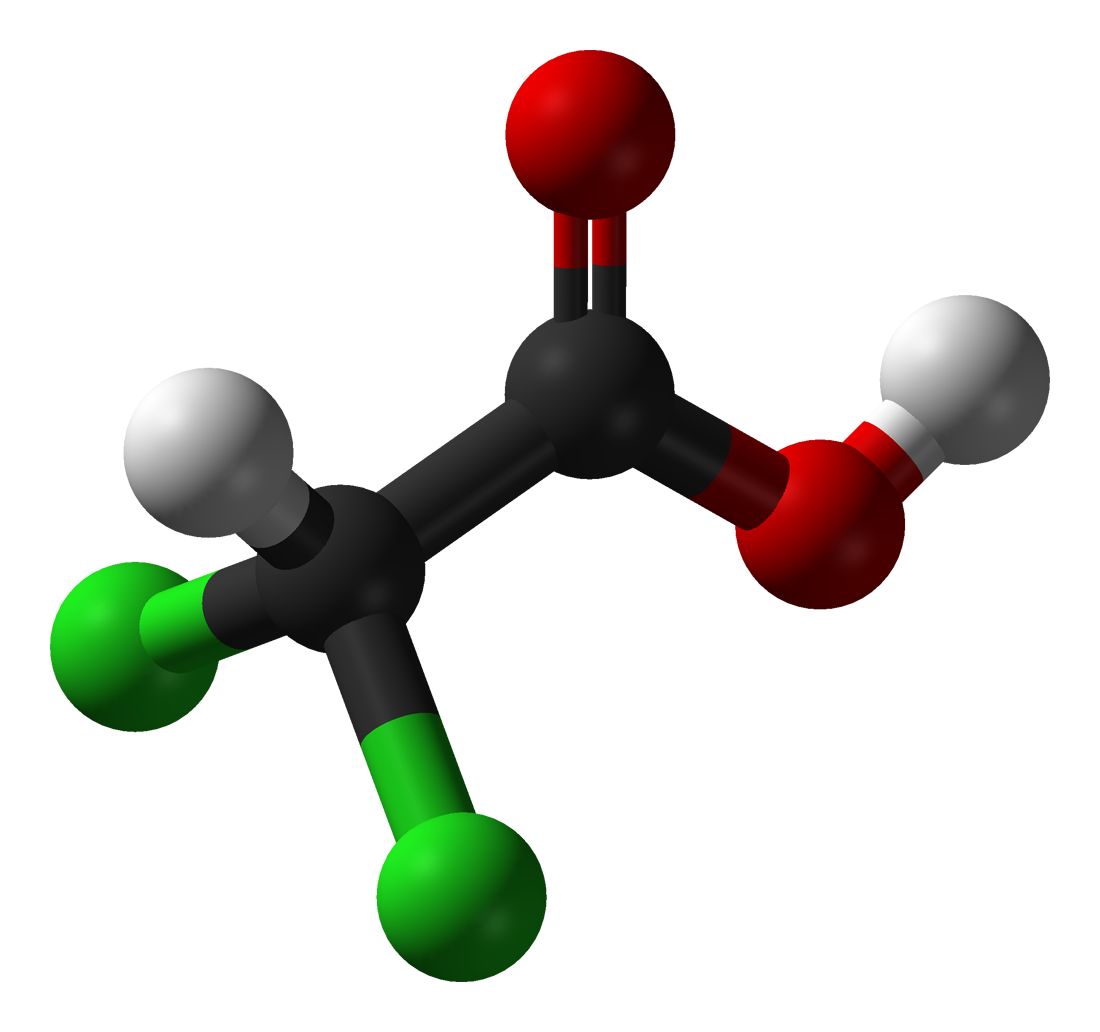
Àcid dicloroacètic.
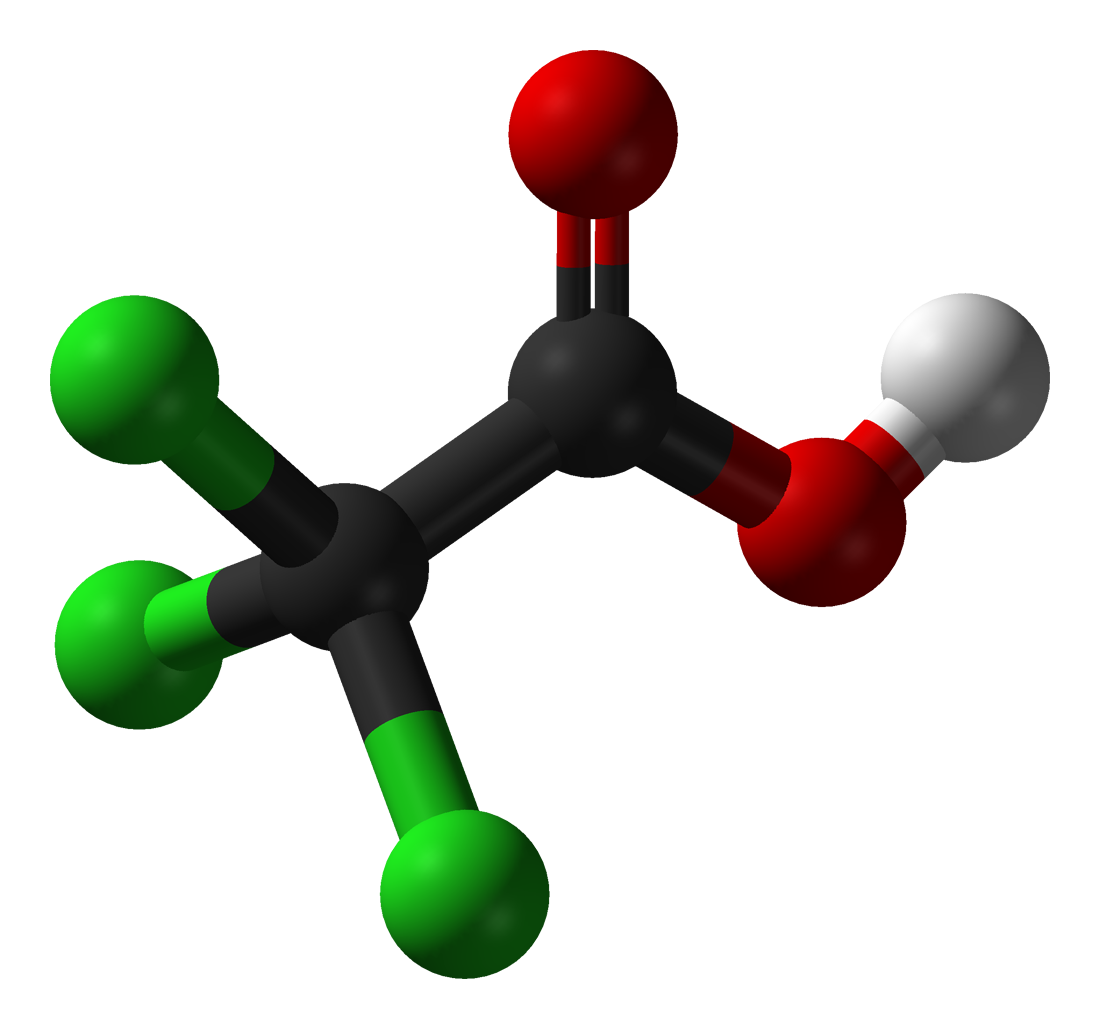
Àcid tricloroacètic.
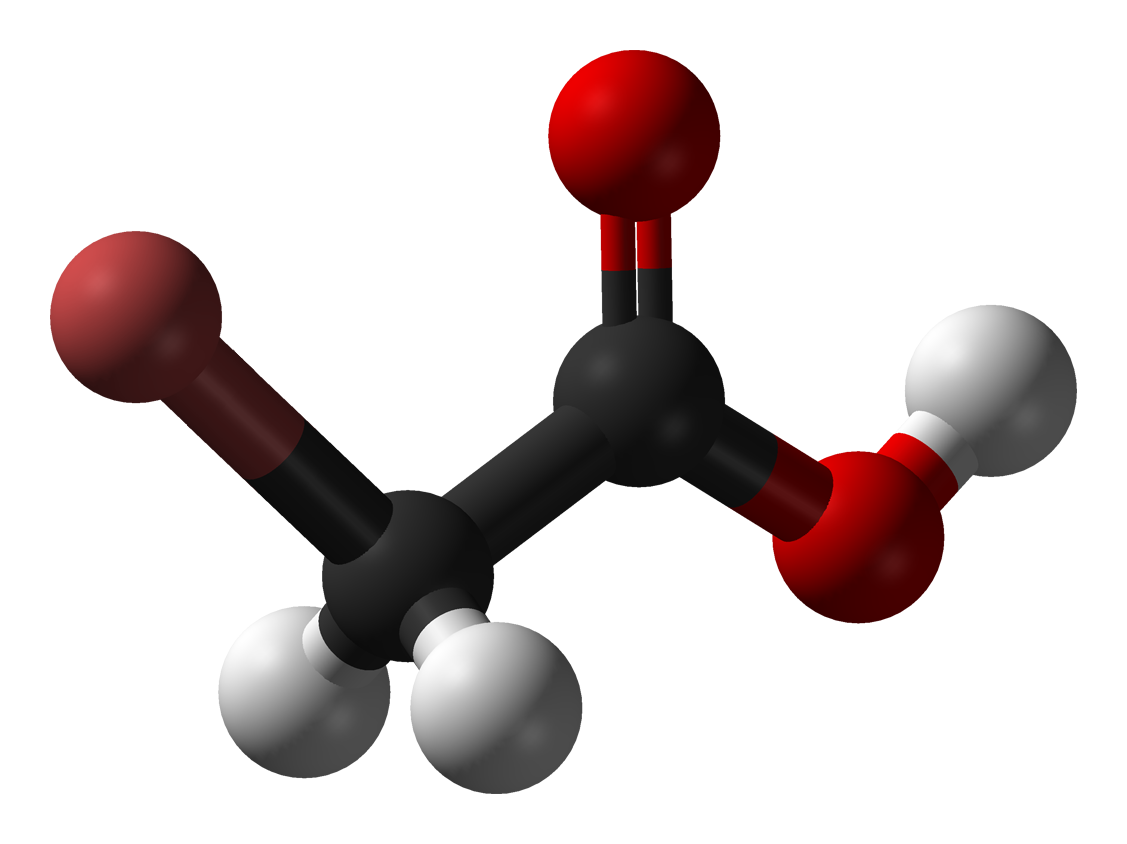
Àcid bromoacètic.

Els HAA es poden formar per cloració, ozonització o cloraminació de l'aigua amb formació promoguda per aigua lleugerament àcida, alt contingut de matèria orgànica i temperatura elevada. El clor del procés de desinfecció de l'aigua pot reaccionar amb la matèria orgànica i petites quantitats de bromur presents a l'aigua per produir diversos HAA.
El procés de potabilització de l’aigua és constituït per un conjunt d’etapes físiques i químiques, l’objectiu del qual és garantir la qualitat higienicosanitària de l’aigua que consumim. A les diferents etapes químiques s’addicionen compostos químics (clor, ozó, diòxid de clor o cloramines) que, malgrat les seves propietats desinfectants i oxidants, poden reaccionar amb la matèria orgànica de l’aigua i originar subproductes de desinfecció (DBP). Actualment, s’ha identificat un nombre elevat de DBP amb estructures químiques molt variades. Alguns d’aquests DBP poden modificar la qualitat organolèptica de l’aigua així com perjudicar la salut dels consumidors a causa de les seves propietats cancerígenes, mutàgenes i/o teratògenes. És per això que les plantes de tractament controlen la concentració dels DBP, dels quals únicament es troben legislats els trihalometans (THM), per tal de reduir-ne la presència i millorar així la qualitat de l’aigua.
Els HAA són composts solubles en aigua altament tòxics. Per a protegir la salut humana, es regulen els seus nivells màxims tolerables en les aigües de consum. Actualment, l'EPA estableix un nivell màxim de contaminació de 60 μg/l per a aigua potable per a cinc HAA («HAA5»): àcid dicloroacètic (0 mg/L), àcid tricloroacètic (20 μg/ l), àcid monocloroacètic (70 μg/l), amb àcid bromoacètic i dibromoacètic sense nivells de contaminació definits.